# Nostalgia por la Unión Soviética durante la guerra ruso-ucraniana

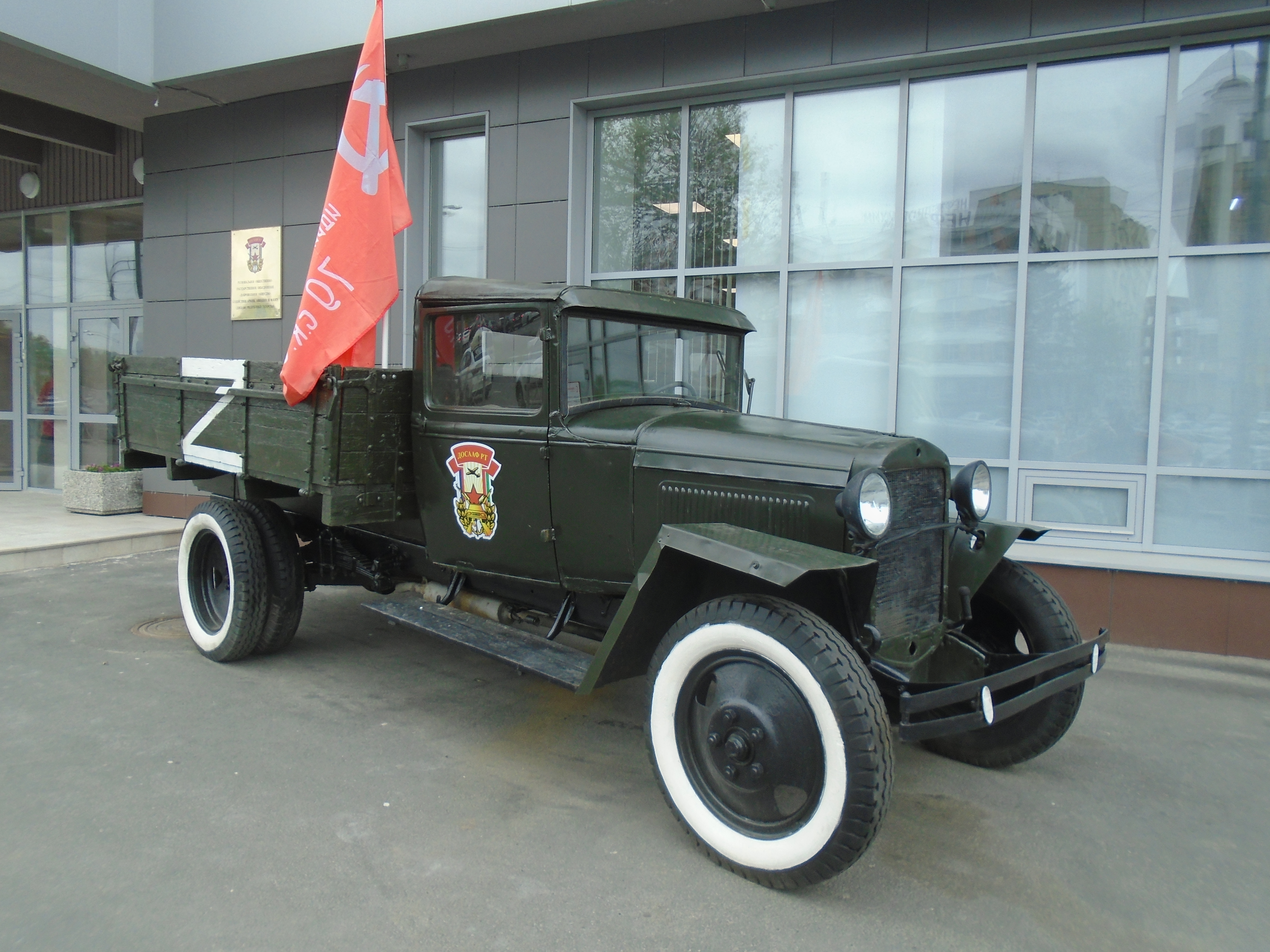
El estandarte de la victoria y el símbolo Z en un vehículo militar ruso en Kazán.

La nostalgia por la Unión Soviética durante la guerra ruso-ucraniana se desarrolló especialmente durante la fase de la invasión rusa de Ucrania de 2022.

## Historia

La bandera de la Unión Soviética ha estado en algunos tanques rusos.

La bandera de la victoria de la era soviética ha volado en muchos pueblos y ciudades ocupados en Ucrania.

Después de la invasión, se mostraron algunos tanques rusos ondeando la antigua bandera de la Unión Soviética junto con el símbolo militar pro-guerra Z. El politólogo estadounidense Mark Beissinger dijo a France 24 que el propósito de usar estos símbolos no tenía necesariamente que ver con el comunismo, sino más bien con el deseo de restablecer la "dominación rusa sobre Ucrania", y señaló que el uso de símbolos soviéticos en la mayoría de los países postsoviéticos (con la excepción de Rusia y Bielorrusia) a menudo se considera un acto de provocación.
La historiadora estadounidense Anne Applebaum le dijo a The Guardian que "debido a que la Rusia moderna no representa nada excepto la corrupción, el nihilismo y el poder personal de Putin, han traído banderas soviéticas y estatuas de Lenin para simbolizar la victoria rusa". En muchos pueblos y ciudades ocupadas, incluidos los edificios gubernamentales, las banderas ucranianas han sido reemplazadas por estandartes de la victoria. Estas pancartas, que significaban la derrota de la Alemania nazi por parte de la URSS en 1945, tienen un significado simbólico, ya que el presidente ruso Vladímir Putin ha dicho que el propósito de la invasión rusa era desnazificar Ucrania. Muchas estatuas de Vladimir Lenin habían sido retiradas tras las protestas del Euromaidán de 2014, o en virtud de leyes de descomunización posteriores aprobadas en 2015 como resultado de Euromaidán. Sin embargo, en las ciudades ocupadas por los rusos, muchas de estas estatuas han sido reconstruidas.

## Eventos
En abril de 2022, un video de una mujer ucraniana llamada Anna Ivanovna saludando a los soldados ucranianos en su casa cerca de Dvorichna, a quienes pensó que eran rusos, con una bandera soviética se volvió viral en las redes sociales prorrusas y apareció en el estado ruso. La mujer dijo que ella y su marido habían "esperado, rezado por ellos, por Putin y por todo el pueblo". Los soldados ucranianos le dieron comida, pero luego se burlaron de ella y pisotearon su bandera soviética, después de lo cual ella dijo: "mis padres murieron por esa bandera en la Segunda Guerra Mundial". Esto fue utilizado por los propagandistas rusos para demostrar que la invasión rusa contaba con el apoyo popular, a pesar de que la mayoría de los ucranianos, incluso en las regiones de habla rusa, se oponían a la invasión. En Rusia, se han creado murales, postales, arte callejero, vallas publicitarias, galones y calcomanías que representan a la mujer. Ha sido apodada "Abuela (ruso: бабушка, romanizado: babushka) Z", y la "abuela con una bandera roja" por los rusos. Serguéi Kiriyenko, un importante político ruso, se refirió a ella como "abuela Anya".
Presuntamente Anna le dijo al Ukrayinska Pravda que conoció a los soldados con una bandera soviética no por simpatía, sino porque sintió la necesidad de reconciliarse con ellos para que no "destruyeran" el pueblo y Ucrania después de que su casa fuera bombardeada, pero ahora se siente como una "traidora" debido a la forma en que Rusia ha usado su imagen. Según periodistas ucranianos, Anna y su hijo huyeron más tarde a Járkov después de que los rusos bombardearan su casa.
El 26 de agosto, la bandera de la victoria soviética se izó sobre el pueblo de Pisky, un área fortificada cerca de Donetsk, cuya captura es estratégica para que Rusia empuje aún más a las fuerzas ucranianas lejos del Dombás.